# Diamond D
Diamond D, pseudonimo di Joseph Kirkland (Bronx, 5 aprile 1970), è un produttore discografico e rapper statunitense, nativo del Bronx, New York e membro fondatore del collettivo Diggin' in the Crates Crew.

## Biografia
Ha prodotto, tra gli altri, per Lord Finesse, Showbiz & A.G., Brand Nubian, Fat Joe, Cypress Hill, House of Pain, Outkast, The Pharcyde, KRS-One, Fugees, Raekwon, Busta Rhymes, Queen Latifah, Mos Def, Too Short, Sean Price e Dilated Peoples.

## Discografia parziale

### Album in studio
- 1992 - Stunts, Blunts and Hip Hop (con The Psychotic Neurotics)
- 1997 - Hatred, Passions and Infidelity
- 2003 - Grown Man Talk
- 2005 - The Diamond Mine
- 2007 - I'm Not Playin' (con Master Rob come Ultimate Force)
- 2008 - The Huge Hefner Chronicles
- 2014 - The Diam Piece
- 2019 - The Diam Piece 2
- 2021 - Gotham (con  Talib Kweli)

### Album dal vivo
- 1999 - Live At The Tramps New York "In The Memory Of Big.L" (con  D.I.T.C., Showbiz & AG, Lord Finesse)